# Cliffortia phillipsii
Cliffortia phillipsii är en rosväxtart som beskrevs av August Henning Weimarck. Cliffortia phillipsii ingår i släktet Cliffortia och familjen rosväxter. Inga underarter finns listade i Catalogue of Life.